# Eerste Congolese Burgeroorlog
De Eerste Congolese Burgeroorlog (1996-1997), ook wel bekend als de Eerste Afrikaanse Wereldoorlog, was een combinatie van een burgeroorlog en een internationaal militair conflict dat zich hoofdzakelijk afspeelde in Zaïre, dat na de oorlog de Democratische Republiek Congo werd. De impact van het conflict strekte zich uit naar naburige landen zoals Soedan en Oeganda. Het hoogtepunt van de crisis werd bereikt toen buitenlandse troepen intervenieerden en de zittende Zaïrese president, Mobutu Sese Seko, werd vervangen door Laurent-Désiré Kabila, de leider van de rebellen. De regering onder leiding van Kabila bleek echter instabiel en kwam al snel in conflict met vroegere bondgenoten, wat uiteindelijk de weg vrijmaakte voor de Tweede Congolese Burgeroorlog die plaatsvond tussen 1998 en 2003.
Na een periode van interne conflicten, dictatuur en economische neergang bevond Zaïre zich in 1996 in een ernstige crisis. De oostelijke delen van het land waren verstoord door de nasleep van de Rwandese genocide, die de grenzen had overschreden, en langdurige regionale geschillen en onopgeloste spanningen sinds de Congocrisis verergerden de situatie. In veel gebieden was het gezag van de staat vrijwel volledig ingestort, wat resulteerde in rivaliserende milities, krijgsheren en rebellengroepen die uiteenlopende mate van steun hadden voor de regering, variërend van openlijke vijandigheid tot sympathie. De bevolking van Zaïre was onrustig en gefrustreerd door het incompetentie en corruptie van het regime, terwijl de Zaïrese strijdkrachten zich in een uiterst wankele staat bevonden. De gezondheidstoestand van Mobutu, die aan prostaatkanker leed, maakte het hem onmogelijk om de verschillende facties binnen de regering effectief te beheersen, wat hun loyaliteit twijfelachtig maakte. Bovendien verloor Mobutu's sterk anticommunistische standpunt zijn vroegere relevantie na het einde van de Koude Oorlog. Dit betekende dat de politieke en financiële steun die hij voorheen van westerse kapitalistische machten had ontvangen niet langer gerechtvaardigd was. Als gevolg daarvan bevond zijn regime zich feitelijk in een staat van politiek en financieel bankroet.
Uiteindelijk escaleerde de situatie toen Rwanda in 1996 Zaïre binnenviel met als doel verschillende rebellengroepen te verslaan die hun toevlucht hadden gezocht in het land. Deze invasie kreeg al snel meer kracht toen andere landen, waaronder Oeganda, Burundi, Angola en Eritrea, zich bij de aanval aansloten. Tegelijkertijd smeedde een coalitie van Congolese anti-Mobutu-rebellen een alliantie. Ondanks de pogingen van de Zaïrese regering om weerstand te bieden, gesteund door geallieerde milities en Soedan, stortte het regime van Mobutu in enkele maanden ineen. Ondanks de relatief korte duur van de oorlog, werd deze gekenmerkt door grootschalige verwoesting en wijdverspreid etnisch geweld, wat resulteerde in de dood van honderdduizenden mensen als gevolg van gevechten en bijbehorende pogroms.
Nadat een nieuwe regering was geïnstalleerd, kreeg het voormalige Zaïre de nieuwe naam Democratische Republiek Congo. Desondanks bracht de val van het Mobutu-regime weinig wezenlijke politieke verandering met zich mee. De nieuwe leider, Kabila, voelde zich ongemakkelijk in zijn rol als afhankelijke van zijn vroegere supporters.
Om te voorkomen dat zijn positie werd ondermijnd, verdreef Kabila alle Rwandese, Oegandese en Burundese militaire troepen uit Congo. Vervolgens begon hij een coalitie op te bouwen met inbegrip van Namibische, Angolese, Zimbabwaanse en Zambiaanse strijdkrachten, die later werd uitgebreid met betrokkenheid van diverse Afrikaanse landen, variërend van Libië tot Zuid-Afrika, zij het met verschillende mate van betrokkenheid. Deze coalitie reageerde met een tweede invasie in het oosten, grotendeels uitgevoerd via proxygroepen. Deze reeks gebeurtenissen diende als katalysator voor wat later bekend werd als de Tweede Congolese Burgeroorlog het daaropvolgende jaar. Sommige deskundigen beschouwen echter de twee conflicten als één doorlopende oorlog, waarvan de nasleep tot op heden voelbaar is.

## Achtergrond

### Ondergang van Zaïre

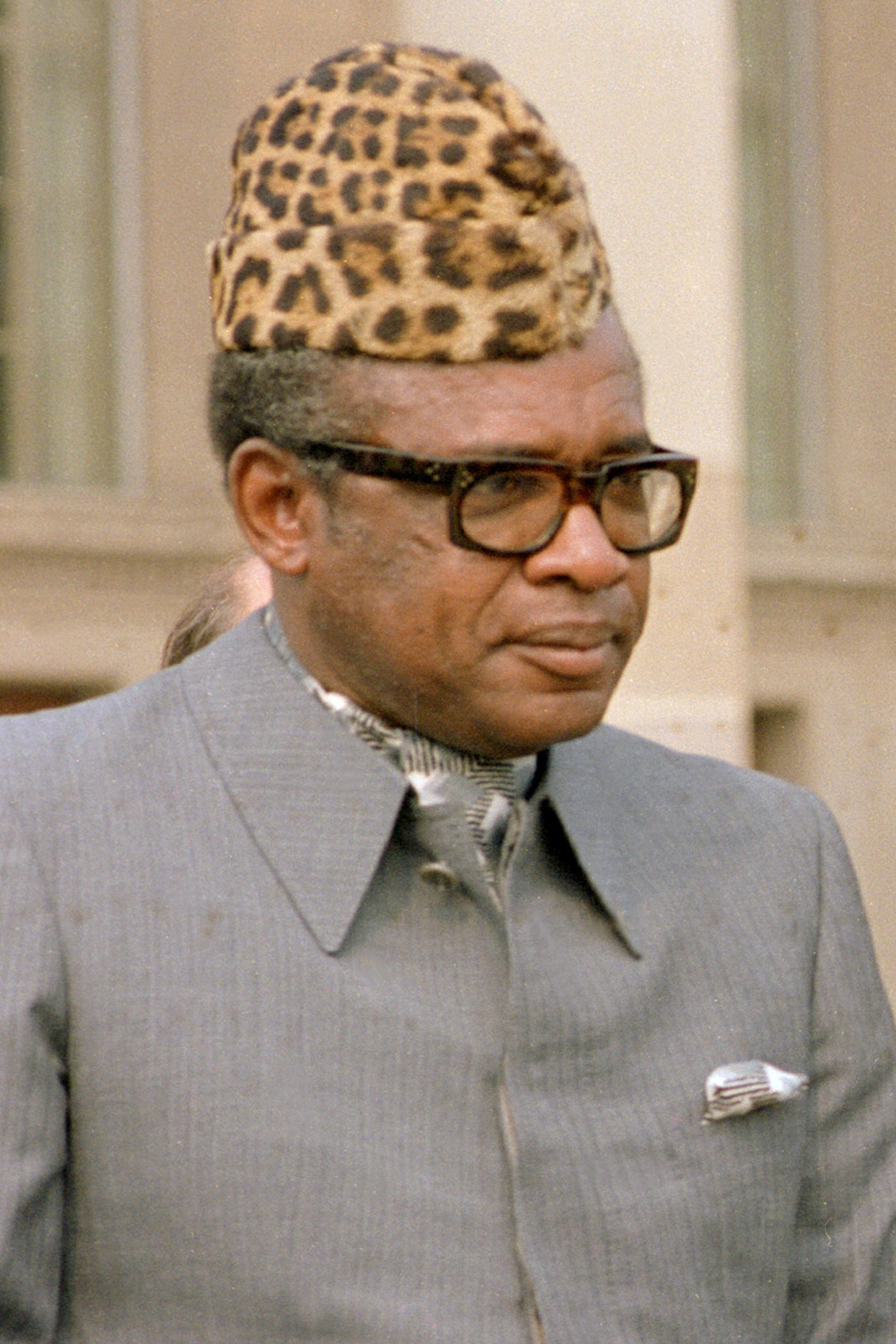
Mobutu Sese Seko, oud-dictator van Zaïre

Mobutu, afkomstig van de Ngbandi-etniciteit, greep de macht in 1965 en kreeg steun van de Verenigde Staten vanwege zijn sterke anti-communistische standpunt gedurende zijn heerschappij. Desondanks resulteerden het totalitaire regime en de wijdverbreide corruptie onder Mobutu in de neergang van de Zaïrese staat. Dit werd geïllustreerd door een scherpe daling van het Zaïrese BBP met 65% tussen de onafhankelijkheid in 1960 en het einde van Mobutu's bewind in 1997.
Na de beëindiging van de Koude Oorlog in 1992 staakten de Verenigde Staten hun steun aan Mobutu en gaven ze de voorkeur aan wat ze beschouwden als een "nieuwe generatie Afrikaanse leiders." Deze nieuwe leiders omvatten onder andere Paul Kagame uit Rwanda en Yoweri Museveni uit Oeganda.
Gedurende de jaren negentig verspreidde zich een golf van democratisering over Afrika. Onder zowel interne als externe druk gaf Mobutu in Zaïre toe aan hervormingen. Hoewel hij officieel een einde maakte aan het eenpartijstelsel dat hij sinds 1967 had gehandhaafd, bleek hij uiteindelijk niet bereid om diepgaande veranderingen door te voeren. Hierdoor raakte hij in onmin met bondgenoten zowel binnen als buiten het land. Feitelijk bevond de Zaïrese staat zich op dat moment in een zeer zwakke positie.
De overgrote meerderheid van de Zaïrese bevolking was afhankelijk geworden van de informele economie voor hun levensonderhoud, omdat de officiële economie onbetrouwbaar was geworden. Tegelijkertijd was het nationale leger van Zaïre, de Forces Armées Zaïroises (FAZ), gedwongen om op de bevolking te 'jagen' om te overleven. Er wordt beweerd dat Mobutu zelf ooit aan FAZ-soldaten heeft gevraagd waarom ze betaald moesten worden als ze wapens hadden.
Mobutu's heerschappij stuitte op aanzienlijke tegenstand vanuit het binnenland. Gezien de fragiele centrale autoriteit konden rebellengroepen hun toevlucht nemen tot de oostelijke provincies van Zaïre, ver verwijderd van de hoofdstad Kinshasa. Onder de oppositiegroepen bevonden zich zowel aanhangers van Patrice Lumumba (1925-1961) als etnische en regionale minderheden die zich verzetten tegen de dominante positie van Kinshasa. Laurent-Désiré Kabila, afkomstig van de Luba-etniciteit in de provincie Katanga, vocht vanaf het begin tegen het regime van Mobutu en zou het uiteindelijk omverwerpen.
Het onvermogen van het bewind van Mobutu om de rebellengroepen in de oostelijke provincies onder controle te houden, leidde uiteindelijk tot een situatie waarin zowel interne als externe tegenstanders een alliantie konden vormen.

### Etnische spanningen

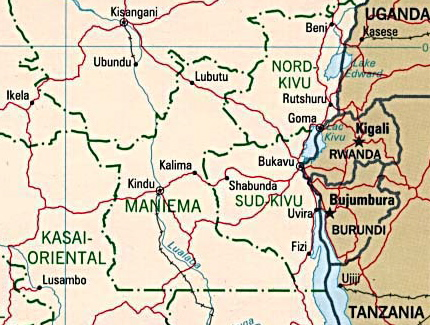
Kaart van Oost-Congo en Rwanda, met Zuid-Kivu rechts van het midden.

Eeuwenlange spanningen tussen diverse etnische groepen in Oost-Zaïre, vooral tussen de agrarische gemeenschappen van Congo en de Banyarwanda in de oostelijke regio Kivu, waren reeds aanwezig. Deze spanningen werden verder versterkt toen in de late negentiende eeuw koloniale grenzen werden vastgesteld. Veel Banyarwanda bevonden zich aan de Congolese zijde van de Rwandese grens, met name in de provincie Kivu. De eerste groep van deze migranten arriveerde vóór de kolonisatie in de jaren 1880. Zij werden gevolgd door emigranten die na 1908 door de Belgische kolonisten naar Congo werden overgebracht om handarbeid te verrichten. Een nieuwe grote golf van emigranten kwam op gang als gevolg van de sociale revolutie van 1959, waarin de Hutu de macht overnamen in Kigali, en deze emigranten zochten hun toevlucht in Congo.
Tutsi's die voor de Congolese onafhankelijkheid in 1960 naar Zaïre migreerden, worden aangeduid als Banyamulenge, wat "afkomstig van Mulenge" betekent. Volgens de wetten van Zaïre hadden ze recht op staatsburgerschap. Tutsi's die daarentegen na de onafhankelijkheid naar Zaïre kwamen, worden aangeduid als Banyarwanda. Ondanks deze terminologische verschillen, maakt de inheemse bevolking vaak geen onderscheid tussen de twee groepen en noemt hen collectief Banyamulenge, waardoor ze beide als buitenstaanders worden beschouwd.
Na zijn machtsgreep in 1965 gaf Mobutu politieke invloed aan de Banyamulenge in het oosten van het land. Dit deed hij in de hoop dat deze minderheidsgroep de controle zou behouden en zo zou voorkomen dat de meer talrijke etnische groepen oppositie zouden vormen. Deze zet verergerde de bestaande etnische spanningen omdat het de greep van de Banyamulenge op belangrijke grondgebieden in Noord-Kivu versterkte, waarbij ze aanspraak maakten op land dat de inheemse bevolking als hun eigendom beschouwde.
Tussen 1963 en 1966 waren er hevige gevechten tussen de etnische groepen Hunde en Nande in Noord-Kivu en Rwandese migranten, zowel Tutsi als Hutu. Dit conflict staat bekend als de Kanyarwandan-oorlog en ging gepaard met verschillende bloedige incidenten.
Hoewel er aanzienlijke Rwandese betrokkenheid was in de regering van Mobutu, nam Zaïre in 1981 een strenge wet aan met betrekking tot staatsburgerschap. Deze wet ontzegde de Banyamulenge en Banyarwanda het staatsburgerschap, wat ook hun politieke rechten ondermijnde. Hoewel deze wet nooit volledig werd doorgevoerd, veroorzaakte het grote onrust onder individuen van Rwandese afkomst en droeg het bij aan een groeiend gevoel van etnische vijandigheid.
Gedurende de periode van 1993 tot 1996 waren er regelmatige aanvallen door jongeren van de Hunde-, Nande- en Nyanga-etnische groepen tegen de Banyamulenge. Deze geweldsuitbarstingen resulteerden in een tragisch dodental van 14.000 mensen. In 1995 besloot het Zaïrese parlement dat alle individuen van Rwandese of Burundese afkomst, inclusief de Banyamulenge, naar hun oorspronkelijke land van herkomst moesten worden gerepatrieerd.
Gedreven door politieke uitsluiting en etnisch geweld begonnen de Banyamulenge al in 1991 banden te vormen met het Rwandees Patriottisch Front (RPF). Dit was voornamelijk een Tutsi-rebellenbeweging die gevestigd was in Oeganda, maar die ook aspiraties had om de controle over Rwanda te verwerven.

### Rwandese genocide

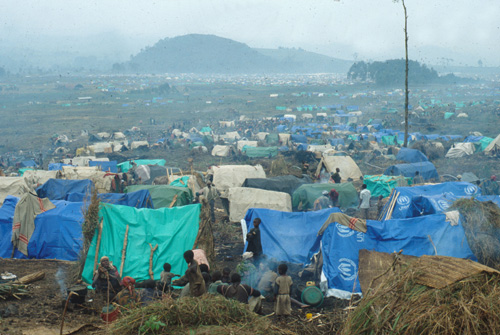
Een Rwandees vluchtelingenkamp in Zaïre, 1994

De gebeurtenis die de oorlog in een stroomversnelling bracht, was de genocide die zich in 1994 in het buurland Rwanda voltrok. Deze genocide resulteerde in een grootschalige vluchtelingenstroom die bekend staat als de Rwandese vluchtelingencrisis. Gedurende een periode van honderd dagen werden honderdduizenden Tutsi's en sympathisanten voornamelijk door Hutu-agressors vermoord. De genocide kwam tot een einde toen het Rwandees Patriottisch Front (RPF), gedomineerd door Tutsi's, de Hutu-regering in Kigali omverwierp.
Circa 1,5 miljoen mensen die tijdens de crisis Rwanda ontvluchtten, vonden hun weg naar Oost-Zaïre. Onder deze vluchtelingen bevonden zich zowel Tutsi's die de Hutu-genocidairs ontvluchtten, als een miljoen Hutu's die vluchtten voor de vergeldingsacties van het Tutsi Rwandese Patriottische Front (RPF). Opvallend aanwezig binnen deze laatste groep waren ook degenen die betrokken waren bij de genocide, zoals delen van het voormalige Rwandese leger, de Forces armées rwandaises (FAR), en onafhankelijke Hutu-extremistische groeperingen die bekend staan als de Interahamwe.
Vaak bundelden deze Hutu-strijdkrachten hun krachten met lokale Mai Mai-milities in ruil voor toegang tot mijngebieden en wapens. Hoewel deze milities in eerste instantie waren opgericht voor zelfverdediging, veranderden ze al snel in agressieve aanvallers.
In het oosten van Zaïre richtten de Hutu's kampen op van waaruit ze aanvallen uitvoerden op zowel de pas aangekomen Rwandese Tutsi's als de Banyamulenge en Banyarwanda. Gedurende de eerste helft van 1996 resulteerden deze aanvallen in een gemiddelde van ongeveer honderd sterfgevallen per maand. Bovendien waren de recent aangekomen militanten vastberaden om hun positie in Rwanda te herstellen en begonnen ze aanvallen uit te voeren tegen het nieuwe regime in Kigali. Dit vormde een serieuze bedreiging voor de stabiliteit van de opkomende staat.
De regering onder leiding van Mobutu was niet alleen onmachtig om de voormalige génocidaires onder controle te houden, maar steunde hen zelfs bij hun training en bevoorrading in voorbereiding op een invasie van Rwanda. Dit dwong Kigali ertoe actie te ondernemen om de dreiging tegen te gaan.

## Banyamulenge-opstand
Geconfronteerd met toenemende etnische spanningen en de beperkte overheidscontrole in het verleden, nam Rwanda maatregelen om de veiligheidsdreiging aan te pakken die voortkwam uit de genocidaires die hun toevlucht hadden gezocht in Oost-Zaïre. De regering in Kigali begon hoogstwaarschijnlijk al in 1995 Tutsi-milities te organiseren voor operaties in Zaïre. Ze besloot in actie te komen na een gewapend conflict tussen Rwandese Tutsi's en Zaïrese Groene Baretten. Dit conflict markeerde het begin van de Banyamulenge-opstand op 31 augustus 1996, wat de aanzet was voor Rwanda om in te grijpen.
Ondanks de bredere onrust die in Oost-Zaïre heerste, lijkt de opstand niet te zijn ontstaan als een spontane grassroots-beweging. De president van Oeganda, Yoweri Museveni, een bondgenoot van Rwanda die nauw had samengewerkt tijdens de Eerste Congo-oorlog, herinnerde zich later dat de opstand werd geïnitieerd door Zaïrese Tutsi's die waren gerekruteerd door het Rwandese Patriottische Leger (RPA).
De initiële doelstelling van de Banyamulenge-opstand was om de controle over de oostelijke provincies van Kivu in Zaïre over te nemen en om te gaan met extremistische Hutu-militanten die probeerden hun genocide-activiteiten voort te zetten in hun nieuwe thuisland. Echter, de opstand werd al snel niet langer gedomineerd door Tutsi-belangen. De heerschappij van Mobutu, die bekendstond om zijn autoritaire en zelfgerichte leiderschap, had vijandigheid gecreëerd in vrijwel alle lagen van de Zaïrese samenleving. Hierdoor kon de nieuwe opstand profiteren van aanzienlijke publieke steun en evolueren tot een bredere revolutie in plaats van slechts een beperkte Banyamulenge-opstand.
Banyamulenge-elementen en niet-Tutsi-milities bundelden hun krachten binnen de Alliantie van Democratische Krachten voor de Bevrijding van Congo (AFDL), onder leiding van Laurent-Désiré Kabila. Kabila had lang geleden al oppositie gevoerd tegen de regering van Mobutu en was de leider geweest van een van de drie vooraanstaande rebellengroepen die uiteindelijk de AFDL vormden. Hoewel de AFDL ogenschijnlijk een Zaïrese rebellengroep was, speelde Rwanda een cruciale rol bij de totstandkoming ervan.
Waarnemers van het conflict, evenals Rwandese functionarissen zoals de toenmalige minister van Defensie en vicepresident Paul Kagame, suggereren dat de AFDL in feite werd opgericht en aangestuurd vanuit Kigali. De bewering is dat de AFDL niet alleen Rwandees getrainde troepen omvatte, maar ook leden van de Rwandese Patriottische Strijdkrachten (RPA), die nauw betrokken waren bij de beweging.

## Buitenlandse betrokkenheid

### Rwanda

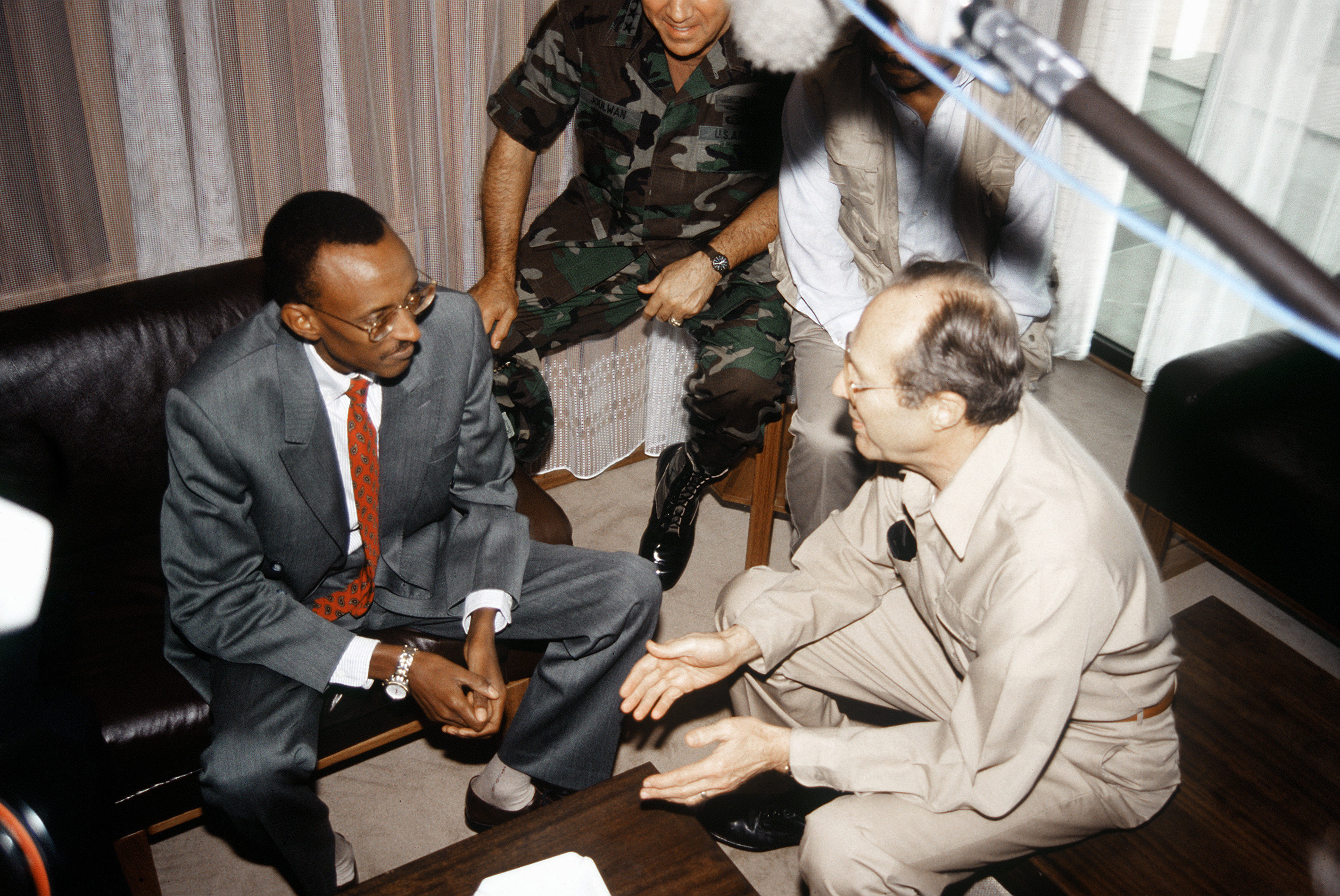
Minister van Defensie William Perry en de Rwandese vice-president Paul Kagame bespreken de situatie in Rwanda

Volgens experts en zelfs de uitspraken van Paul Kagame zelf, vervulde Rwanda de meest dominante rol als externe speler, zo niet de allerbelangrijkste, in de Eerste Congo-oorlog. Kigali was cruciaal bij het oprichten van de AFDL en stuurde zijn eigen troepen om zij aan zij met de rebellen te vechten. Hoewel aanvankelijk aangestuurd door de dreiging die voortkwam uit de aanwezigheid van genocidaires in Zaïre, had Kigali meerdere doelstellingen tijdens zijn invasie van het land.
Een van de voornaamste doelstellingen was het onderdrukken van de genocidaires die aanvallen vanuit Zaïre hadden gelanceerd tegen de pas gevormde Rwandese staat. Kagame verklaarde dat Rwandese inlichtingen plannen hadden onthuld om Rwanda binnen te vallen met de steun van Mobutu. Als reactie hierop begon Kigali zijn interventie met de bedoeling de vluchtelingenkampen te ontmantelen waarin de genocidaires vaak onderdak vonden, en de organisatiestructuur van deze anti-Rwandese elementen te ontmantelen.
Een tweede doel dat Kagame naar voren bracht, was de afzetting van Mobutu. Terwijl de oprichting van de nieuwe Rwandese staat deels diende om de dreiging in Oost-Zaïre te verminderen, streefde Kagame er ook naar om een marionettenregime in Kinshasa te vestigen. Dit doel werd over het algemeen niet als bijzonder alarmerend gezien voor andere regionale staten, aangezien het in essentie gericht was op het verzekeren van Rwandese stabiliteit en omdat velen van hen ook tegen Mobutu waren.
Kigali werd bovendien geholpen door de impliciete steun van de Verenigde Staten, die Kagame steunden als onderdeel van de nieuwe generatie Afrikaanse leiders.
De werkelijke bedoelingen van Rwanda blijven enigszins onduidelijk. Sommige auteurs hebben gesuggereerd dat de ontmanteling van vluchtelingenkampen een manier was om de uitgeputte bevolking en arbeidskrachten van Rwanda na de genocide aan te vullen. Dit komt omdat de vernietiging van de kampen werd gevolgd door de gedwongen repatriëring van Tutsi's, ongeacht of ze Rwandees of Zaïrees waren. Een andere mogelijke motivatie voor de interventie kan wraak zijn. Zowel de Rwandese strijdkrachten als de AFDL hebben verschillende keren Hutu-vluchtelingen aangevallen tijdens hun terugtrekking.
Een vaak aangehaalde factor voor de acties van Rwanda is dat het Rwandese Patriottische Front (RPF), dat kort daarvoor de macht in Kigali had overgenomen, zichzelf was gaan zien als de beschermer van de Tutsi-natie. Hierdoor handelde het deels om zijn Zaïrese broeders te verdedigen.
Rwanda zou mogelijk ook de intentie kunnen hebben gehad om delen van Oost-Zaïre te annexeren. Pasteur Bizimungu, de president van Rwanda van 1994 tot 2000, presenteerde het concept van een 'Groot Rwanda' aan de toenmalige Amerikaanse ambassadeur in Rwanda, Robert Gribbin. Dit concept suggereerde dat historische gebieden die eigenlijk tot Rwanda zouden moeten behoren, delen van Oost-Zaïre omvatten. Er zijn aanwijzingen dat Rwanda echter nooit serieus heeft geprobeerd deze gebieden daadwerkelijk te annexeren.

### Oeganda

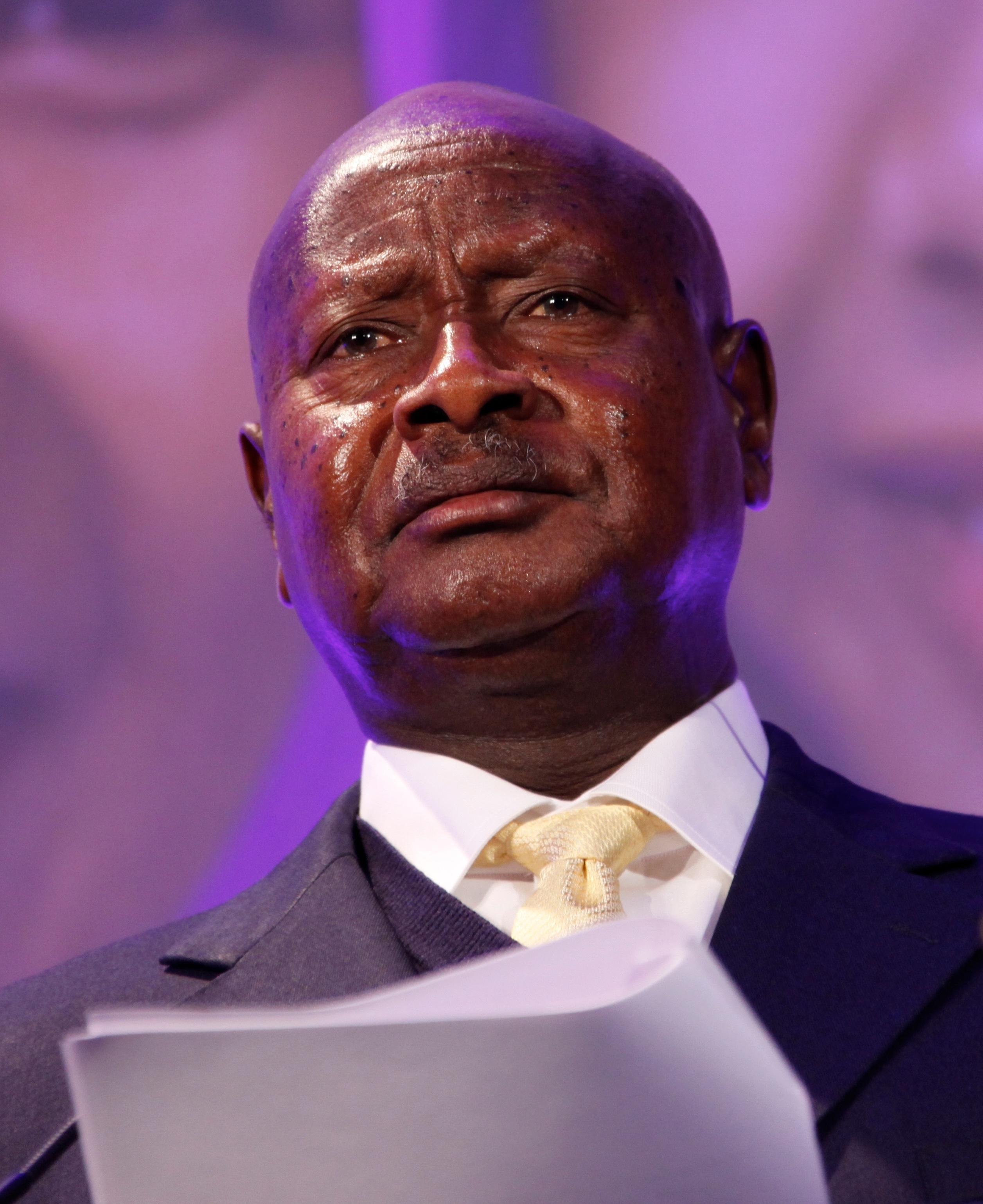
Yoweri Museveni

Oeganda, als een nauwe bondgenoot van het Rwandese Patriottische Front (RPF), vervulde een aanzienlijke rol in de Eerste Congo-oorlog. Vooraanstaande leden van het RPF hadden samen met Yoweri Museveni deelgenomen aan de Oegandese Bush-oorlog, die Museveni aan de macht bracht. Museveni gaf het RPF toestemming om Oeganda als basis te gebruiken tijdens hun offensief in Rwanda in 1990 en de daaropvolgende burgeroorlog. Door deze historische verbindingen waren de regeringen van Rwanda en Oeganda sterk met elkaar verbonden, en tijdens de Eerste Congo-oorlog werkten Museveni en Kagame nauw samen.
Oegandese troepen waren gedurende het hele conflict aanwezig in Zaïre, en het is waarschijnlijk dat Museveni Kagame ondersteunde bij het plannen en leiden van de AFDL-operaties. Een voorbeeld van deze betrokkenheid was Luitenant-kolonel James Kabarebe van de AFDL, voormalig lid van het Oegandese Nationale Verzetsleger, de militaire tak van de rebellenbeweging die Museveni aan de macht bracht. Zowel Franse als Belgische inlichtingendiensten rapporteerden dat 15.000 Tutsi's, die waren opgeleid in Oeganda, deelnamen aan de strijd voor de AFDL.
Niettemin verleende Oeganda niet volledige steun aan Rwanda in alle facetten van de oorlog. Museveni scheen aarzelend te zijn om Mobutu omver te werpen en prefereerde eerder de opstand in het oosten te laten plaatsvinden, waar voormalige genocidaires actief waren.

### Angola
Angola hield zich aanvankelijk afzijdig tot 1997, maar haar deelname aan de strijd versterkte aanzienlijk de reeds superieure kracht van de anti-Mobutu-troepen. De Angolese regering besloot voornamelijk te handelen via de oorspronkelijke Katanga Gendarmeries, later bekend als de Tigres, proxygroepen samengesteld uit restanten van politie-eenheden die in de jaren zestig uit Congo waren verdreven en streden om naar hun thuisland terug te keren. Luanda zette ook reguliere troepen in. Angola koos ervoor om deel te nemen aan de Eerste Congo-oorlog vanwege directe betrokkenheid van leden van Mobutu's regering bij de steun aan de Angolese rebellengroep UNITA.
Hoe de regering precies profiteerde van deze relatie blijft onduidelijk, afgezien van de persoonlijke verrijking van verschillende ambtenaren. Het is echter zeer waarschijnlijk dat Mobutu niet in staat was om de acties van bepaalde leden van zijn regering volledig onder controle te houden. Ondanks de redenering die in Kinshasa werd aangevoerd, besloot Angola om aan de zijde van de rebellen deel te nemen aan de oorlog en was vastberaden om de regering van Mobutu omver te werpen. Angola zag dit als de enige manier om de dreiging van de relatie tussen Zaïre en UNITA het hoofd te bieden.

### Anderen
Meerdere andere externe betrokkenen speelden kleinere rollen in de Eerste Congo-oorlog. Burundi, dat onlangs onder het bewind van een pro-Tutsi-leider was gekomen, steunde de Rwandese en Oegandese interventie in Zaïre, zij het met beperkte militaire steun. Zambia, Zimbabwe en het rebellenleger van Zuid-Soedan, de SPLA, leverden eveneens beperkte militaire bijstand aan de rebellenbeweging. Eritrea, een bondgenoot van Rwanda onder leiding van Kagame, stuurde een heel bataljon van zijn leger om de invasie van Zaïre te ondersteunen. Op dezelfde wijze gaven Tanzania, Zuid-Afrika en Ethiopië steun aan de anti-Mobutu-coalitie.
Naast de steun van UNITA ontving Mobutu enige hulp van Soedan, dat lange tijd Mobutu had gesteund in zijn strijd tegen de SPLA. De exacte omvang van deze hulp is echter onduidelijk en uiteindelijk was het niet in staat om de opmars van de tegenstanders tegen te houden. Zaïre huurde ook buitenlandse huurlingen in uit verschillende Afrikaanse en Europese landen, waaronder troepen uit Tsjaad.
Frankrijk voorzag eveneens de regering van Mobutu van financiële steun en militaire bijstand, met medewerking van de Centraal-Afrikaanse Republiek. Aanvankelijk pleitte Frankrijk diplomatiek voor internationale interventie om de opmars van de AFDL te stoppen, maar trok zich later terug onder druk van de Verenigde Staten. China en Israël boden technische ondersteuning aan het Mobutu-regime, terwijl Koeweit naar verluidt 64 miljoen dollar aan Zaïre verstrekte voor wapenaankopen, hoewel dit later werd ontkend.
In 1997 leidde het Europese Commando van de Verenigde Staten de Southern Europe Task Force (SETAF) van het Amerikaanse leger en coördineerde elementen van twee Marine Expeditionary Units voor Operatie Guardian Retrieval. Deze operatie was gericht op de evacuatie van ongeveer 550 Amerikaanse burgers uit het land. SETAF bereidde de Joint Task Force Guardian Retrieval voor om de niet-strijdige evacuatie (NEO) uit te voeren. Het Korps Mariniers bood ondersteuning voor de evacuatie met behulp van de 26th Marine Expeditionary Unit (MEU), die gespecialiseerd was in speciale operaties. Deze eenheid was oorspronkelijk naar Albanië gestuurd ter ondersteuning van Operatie Silver Wake. De 26e MEU werd vervroegd afgelost door de USS Kearsarge (LHD-3) en de 22e Marine Expeditionary Unit, die de rol overnamen.

## 1996

De situatie begin januari 1997. Oost-Zaïre wordt gecontroleerd door de AFDL. De FAZ bereiden een tegenoffensief voor vanuit Kisangani en Kindu.

De situatie begin april 1997. De FAZ had net Kamina verloren en de AFDL zou binnenkort heel Shaba en Oost-Kasaï veroveren.

Met actieve ondersteuning van Rwanda, Oeganda en Eritrea slaagde Kabila's AFDL erin om tegen 25 december 1996 een gebied van 800 x 100 kilometer langs de grens met Rwanda, Oeganda en Burundi te veroveren. Deze territoriale uitbreiding voorzag de rebellen van controle over het oostelijke deel van het land en bood hen bescherming tegen de voormalige génocidaires. Evenzo waren de externe actoren succesvol in het verminderen van de capaciteit van deze génocidaires om Zaïre als uitvalsbasis te gebruiken voor aanvallen. Na het verwerven van dit buffergebied was er een periode van tijdelijke stilstand in de opmars van de rebellen, die duurde tot Angola in februari 1997 aan de oorlog deelnam.
Tijdens deze periode voerde Rwanda operaties uit om vluchtelingenkampen die als toevluchtsoorden dienden voor genocidaires te vernietigen, en oefende het geweld uit om Tutsi-gemeenschappen terug te brengen naar Rwanda. Daarnaast veroverde Rwanda lucratieve diamant- en coltanmijnen, waarvan het later niet bereid was afstand te doen. In de loop van deze gebeurtenissen werden Rwandese strijdkrachten en hun bondgenoten betrokken bij meerdere schendingen van mensenrechten, vooral tegen Hutu-vluchtelingen. Hoewel de exacte omvang van deze wreedheden onbekend blijft vanwege beperkte toegang voor non-gouvernementele organisaties en media tot gebieden waar vermoedelijk dergelijke incidenten plaatsvonden, heeft Amnesty International verklaard dat tot wel 200.000 Rwandese Hutu-vluchtelingen zijn omgekomen als gevolg van acties van het Rwandese leger, de AFDL en hun bondgenoten. De Verenigde Naties hebben op vergelijkbare wijze in het DRC Mapping Exercise Report documentatie verstrekt over grootschalige moorden op burgers door Rwandese, Oegandese en AFDL-soldaten.

## 1997

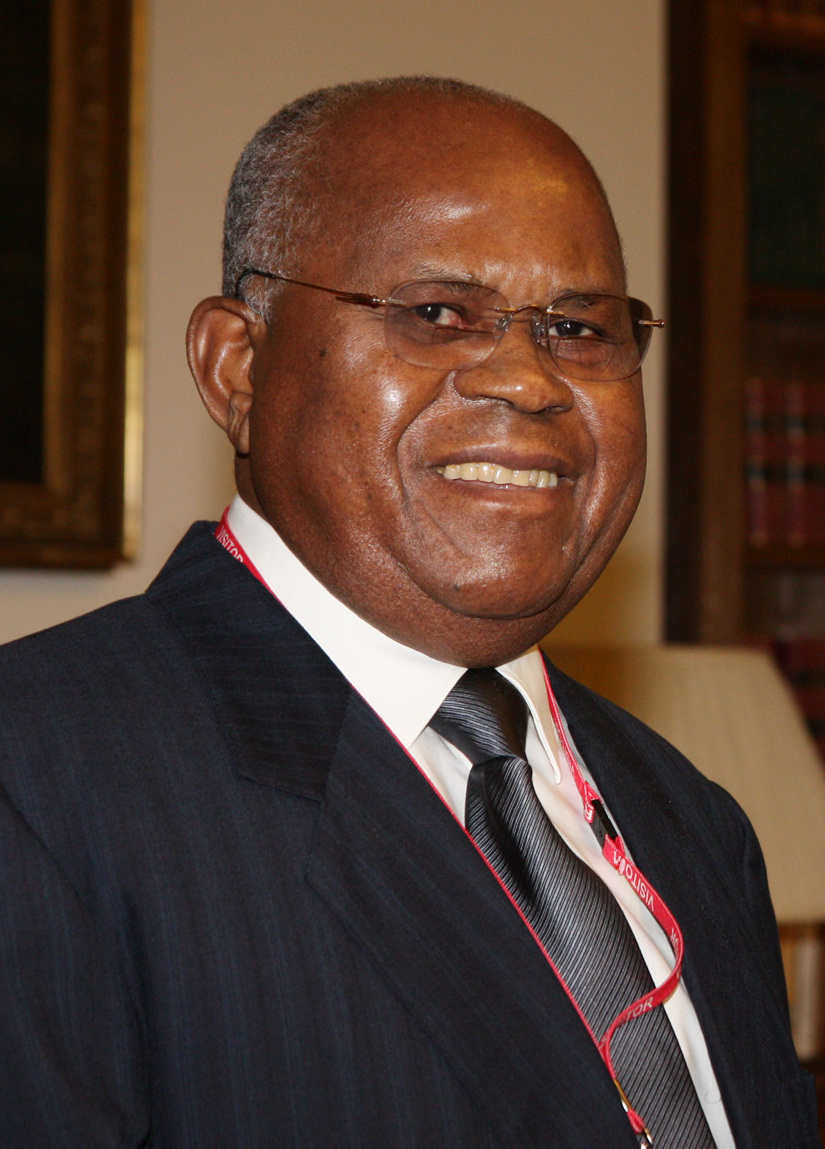
Etienne Tshisekedi

Situatie eind april: de Angolezen en de AFDL zijn in Kikwit en de laatste hindernis voor Kinshasa is de stad Kenge. Geconfronteerd met pro-Mobutu weerstand in Kenge, trekt een AFDL colonne Mbandaka binnen.

In maart 1997 lanceerden Kabila's troepen een offensief en eisten de overgave van de regering in Kinshasa. Op 27 maart veroverden de rebellen Kasenga. Ondanks dit succes ontkende de regering de vooruitgang van de rebellen en handhaafde daarmee het patroon van valse verklaringen dat al eerder was gezet door de minister van Defensie over de ontwikkeling en uitkomst van de oorlog. Richting het einde van maart werden er onderhandelingen voorgesteld, en op 2 april werd Étienne Tshisekedi, een voormalige rivaal van Mobutu, geïnstalleerd als de nieuwe premier van Zaïre. Kabila, die op dat moment controle had over ongeveer een kwart van het land, verwierp dit als irrelevant en waarschuwde Tshisekedi dat hij geen rol zou spelen in een nieuwe regering als hij de functie aanvaardde.
Er zijn twee verklaringen voor de hernieuwde voortgang van de rebellen in 1997. De eerste en meest aannemelijke is dat Angola zich bij de anti-Mobutu-coalitie voegde, wat resulteerde in aanzienlijk meer en krachtigere troepen dan de Zaïrese Strijdkrachten (FAZ), en erop aandrong dat Mobutu werd afgezet. Kagame presenteert nog een andere, mogelijk secundaire reden voor de mars naar Kinshasa: de inzet van Servische huurlingen in de strijd om Walikale suggereerde volgens hem dat 'Mobutu van plan was een daadwerkelijke oorlog tegen Rwanda te voeren'. Volgens deze redenering begon Rwanda aanvankelijk met de focus op het beheersen van de veiligheidsdreiging in Oost-Zaïre, maar werd het later gedwongen om zich te ontdoen van de vijandige regering in Kinshasa.
Hoe dan ook, zodra de voortgang in 1997 werd hervat, ondervond Kabila's strijdmacht vrijwel geen significante tegenstand meer van wat er nog over was van Mobutu's leger. De opmars van Kabila's troepen werd voornamelijk belemmerd door de erbarmelijke staat van de infrastructuur in Zaïre. In sommige gebieden waren er geen echte wegen aanwezig; de enige transportmogelijkheid was via zelden gebruikte onverharde paden. Tijdens deze periode beging de AFDL ernstige schendingen van de mensenrechten, waaronder het gruwelijke bloedbad in een Hutu-vluchtelingenkamp genaamd Tingi-Tingi nabij Kisangani, waar tienduizenden vluchtelingen werden afgeslacht.
Vanuit het oosten rukte de AFDL in twee parallelle bewegingen op naar het westen. De noordelijke aanval nam plaatsen als Kisangani, Boende en Mbandaka in, terwijl de zuidelijke beweging steden als Bakwanga en Kikwit veroverde. Rond dezelfde periode probeerde Soedan samen te werken met overblijfselen van de FAZ en het Witte Legioen, die zich noordwaarts terugtrokken om aan de AFDL te ontkomen. Dit was bedoeld om te voorkomen dat Zaïre een veilige haven zou worden voor het Soedanese Volksbevrijdingsleger (SPLA) en zijn bondgenoten, die op dat moment tegen de Soedanese regering vochten tijdens de Tweede Soedanese Burgeroorlog. Ondertussen vielen de loyalistische strijdkrachten van Mobutu zo snel uiteen dat ze niet in staat waren de AFDL, SPLA en het Oegandese leger tegen te houden, die het noordoostelijke deel van Zaïre bezetten. Met Oegandese rebellen die Soedan steunden en zich in de regio bevonden, waren zij genoodzaakt zich terug te trekken naar Zuid-Soedan, samen met overgebleven FAZ-troepen en een kleinere contingent soldaten van de Soedanese strijdkrachten (SAF). Ze trachtten de SAF-basis in Yei te bereiken, maar waren niet op de hoogte dat deze reeds was ingenomen door de SPLA. Op 12 maart liep de colonne van ongeveer 4.000 strijders en hun families in een hinderlaag tijdens Operatie Thunderbolt, opgezet door de SPLA. Meer dan 2.000 werden gedood en meer dan 1.000 werden gevangengenomen, terwijl de overlevenden naar Juba vluchtten. Tegelijkertijd bereikte de AFDL Kinshasa medio mei. Een andere groep van de AFDL veroverde Lubumbashi op 19 april en vloog toen naar Kinshasa. Mobutu ontvluchtte Kinshasa op 16 mei en de 'bevrijders' marcheerden de hoofdstad binnen zonder noemenswaardige tegenstand. Een Eritrees bataljon, dat aan de kant van de AFDL vocht, had de rebellen gedurende de volledige 1.500 km lange opmars ondersteund, ondanks hun ontoereikende uitrusting voor het terrein en het gebrek aan logistieke steun. Tegen de tijd dat de Eritreeërs Kinshasa bereikten, waren ze uitgeput, ondervoed en ziek, wat resulteerde in aanzienlijke verliezen. Tegen het einde van de oorlog moesten ze uit het land geëvacueerd worden.
Tijdens de voortgang van de rebellen waren er internationale inspanningen om een oplossing te vinden. Echter, de AFDL nam deze onderhandelingen niet serieus en leek meer bezig te zijn met het ontwijken van internationale kritiek dan met het nastreven van een diplomatieke oplossing. De rebellen kozen ervoor om hun gestage opmars voort te zetten in plaats van serieus te overwegen om diplomatie in te zetten. Ondertussen was de FAZ gedurende deze tijd al zwak en kon geen effectief verzet bieden tegen de krachtige AFDL en de buitenlandse steun die ze ontving.
Mobutu vluchtte eerst naar zijn paleis in Gbadolite en later naar Rabat, Marokko, waar hij op 7 september 1997 overleed. Op 17 mei riep Kabila zichzelf uit tot president en hij gaf meteen opdracht tot hardhandig optreden om de orde te herstellen. Daarna zette hij zich in voor het herstructureren van het land als de Democratische Republiek Congo (DRC).

## Nasleep
Onder Kabila's leiderschap vertoonde de nieuwe Congolese staat teleurstellend veel overeenkomsten met het Zaïre onder Mobutu. De economie bleef in ernstige staat van verval en verslechterde verder onder het corrupte bewind van Kabila. Zijn inspanningen om de zwakke en corrupte regering te hervormen waren onsuccesvol. In plaats daarvan lanceerde Kabila een krachtige centralisatiecampagne, wat leidde tot hernieuwde conflicten met minderheidsgroepen in het oosten die streefden naar autonomie.
Kabila werd eveneens gezien als een instrument van buitenlandse regimes die hem aan de macht hadden gebracht. Om dit imago te veranderen en binnenlands draagvlak te vergroten, begon hij zich af te wenden van zijn buitenlandse bondgenoten. Deze ontwikkeling culmineerde in de uitzetting van alle buitenlandse troepen uit de DRC op 26 juli 1998. Hoewel staten met nog steeds aanwezige strijdkrachten in de DRC aarzelend instemden met dit verzoek, beschouwden sommigen van hen dit als een bedreiging van hun belangen. Dit gold met name voor Rwanda, dat had gehoopt een proxy-regime in Kinshasa te vestigen.
Na de opkomst van Kabila bleven diverse factoren die tot de Eerste Congo-oorlog hadden geleid, aanwezig. Een van de meest opvallende was de voortdurende aanwezigheid van etnische spanningen in het oosten van de DRC, waar de regering nog steeds beperkte controle uitoefende. In dit gebied bleven historische vijandelijkheden bestaan en versterkte de aanwezigheid van buitenlandse troepen ter bescherming van bepaalde groepen, zoals de Banyamulenge en andere Tutsi's, de opvatting dat zij buitenlanders waren. Bovendien was Rwanda er niet in geslaagd om zijn veiligheidsproblemen op een bevredigende manier op te lossen. Door gedwongen repatriëring van vluchtelingen had Rwanda het conflict min of meer geïmporteerd.
Dit uitten zich in een overwegend Hutu-opstand in de westelijke provincies van Rwanda, gesteund door extremistische facties in het oosten van de DRC. Zonder troepen aanwezig in de DRC was Rwanda niet in staat om de opstandelingen effectief te bestrijden. In de eerste dagen van augustus 1998 kwamen twee brigades van het nieuwe Congolese leger in opstand tegen de regering, en deze rebellengroepen werkten nauw samen met Kigali en Kampala. Hiermee begon de Tweede Congo-oorlog.
Daarnaast trokken ook delen van Mobutu's leger en loyalisten, samen met andere groepen die een rol hadden gespeeld in de Eerste Congo-oorlog, zich terug naar de Republiek Congo (Congo-Brazzaville), waar ze deelnamen aan de burgeroorlog van 1997-1999.